# Dragan Marjanac
Dragan Marjanac (szerbül: Драган Марјанац, Verbász, 1985. február 26. –) Európa-bajnoki ezüstérmes szerb válogatott kézilabdázó.

## Pályafutása

### Klubcsapatokban
Pályafutását hazájában kezdte, a vajdasági Cservenka csapatában. Ezt követően a belgrádi Partizan játékosa volt, majd 2007 nyarán a Pick Szeged szerződtette. A Tisza-parti csapattal 2008-ban Magyar Kupát nyert, és három alkalommal végzett a bajnokságban a második helyen. 2010 nyarán távozott az együttestől, posztján Mikler Roland váltotta. Rövid ideig Spanyolországban kézilabdázott a Lábaro Toledóban, majd a Boszna Szarajevóhoz igazolt. 2011 márciusában Svájcba szerződött.

### A válogatottban
A szerb válogatott tagjaként ezüstérmet nyert a hazai rendezésű 2012-es Európa-bajnokságon és részt vett a 2012-es londoni olimpián.